# Caenurgina crassiuscula
Caenurgina crassiuscula là một loài bướm đêm trong họ Erebidae.

## Hình ảnh

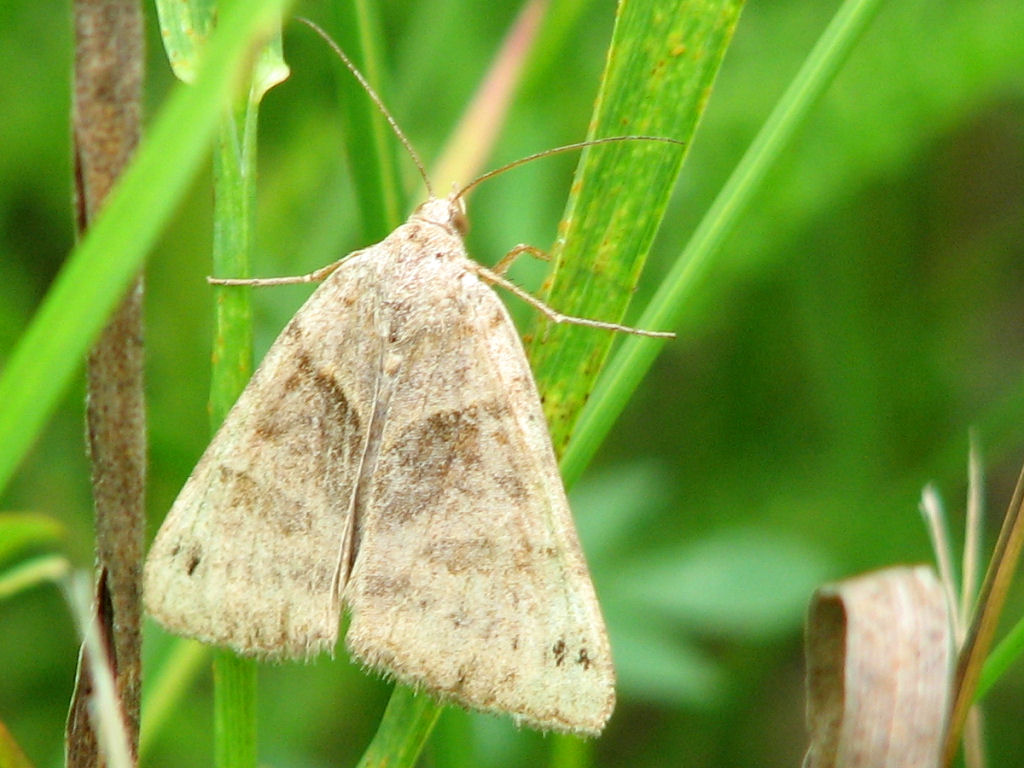
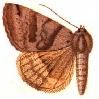